# Campanula bellidifolia
Campanula bellidifolia är en klockväxtart som beskrevs av Adam. Campanula bellidifolia ingår i släktet blåklockor, och familjen klockväxter.

## Underarter
Arten delas in i följande underarter:
- C. b. bellidifolia
- C. b. besenginica